# Parakapala decarloi
Parakapala decarloi is een vliesvleugelig insect uit de familie Eucharitidae. De wetenschappelijke naam is voor het eerst geldig gepubliceerd in 1937 door Gemignani.